# Spiros Agrotis
Spiros Agrotis (griechisch Σπύρος Αγρότης; * 5. November 1961 in Nikosia) ist ein ehemaliger zyprischer Radrennfahrer.

## Sportliche Laufbahn
Agrotis war im Straßenradsport aktiv. Er war Teilnehmer der Olympischen Sommerspiele 1984 in Los Angeles. Das olympischen Straßenrennen beendete er nicht. 
1992 (hinter Polis Grogiriades) und 1993 (hinter Riccordo Amarou) wurde er jeweils Zweiter im Etappenrennen Tour ta'Malta.